# Forcella Ciandolada
La Forcella Ciandolada (1.565 m s.l.m.) è un valico delle dolomiti, in Provincia di Belluno (Veneto), che mette in comunicazione Vodo di Cadore con Zoppè di Cadore.
L'omonima località Ciandolada, nei pressi della forcella sul versante della val Boite, è caratterizzata dalla presenza di numerosissimi fienili (taulas nel dialetto locale) che testimoniano una trascorsa intensa attività rurale degli abitanti di Vodo.
La forcella è attraversata dall'alta via n. 3 e nei pressi si trova il rifugio Talamini.